# Gustaf von Platen
Gustaf Gustafsson von Platen, ofta omnämnd som Buster von Platen, född 20 februari 1917 i Malmö garnisonsförsamling i Malmö, död 26 januari 2003, var en svensk skribent, chefredaktör och författare.

## Biografi
von Platen studerade vid Lunds universitet och blev filosofie kandidat 1940. Därefter var han konstkritiker vid bland annat Expressen 1945–1948 och under samma tid verksam vid tidningen Allt som medarbetare och chefredaktör och 1949 blev von Platen Pariskorrespondent för Göteborgs Handels- och Sjöfartstidning. Åren 1952–1966 var han chefredaktör för Vecko-Journalen, 1965–1967 för Veckans Affärer och slutligen 1974–1982 för Svenska Dagbladet, som tack vare honom fick ett ekonomiskt, upplagemässigt och kvalitativt uppsving.
Även efter sin pensionering fortsatte von Platen som skribent, först som Svenska Dagbladets Pariskorrespondent under ett antal år, då han bodde i Paris. Han gjorde även historiska resereportage tillsammans med Anders Andersö och skrev en rad böcker, bland annat om vännen Stig Ahlgren och om Gustaf V:s äktenskap. Till millennieskiftet skrev han boken Nittonhundra. Han utgav också memoarerna Resa till det förflutna 1993–1996. 
Smeknamnet "Buster" fick von Platen som barn på grund av sin likhet med seriefiguren Buster Brown. 
Gustaf von Platens arkiv förvaras i Riksarkivet. Det omfattar 3,5 hyllmeter och 41 volymer.

### Familj
Gustaf von Platen var son till majoren friherre Gösta von Platen. Han  var gift första gången med Suzanne Ekman, andra gången från 1955 med Astrid Hagander, som var dotter till överståthållare Johan Hagander, och tredje gången från 1987 med Lena Clason. I första äktenskapet föddes fyra barn och i andra giftet två barn.
Gustaf von Platen var bror till Carl Henrik von Platen och Magnus von Platen. 
von Platen är begravd på Solna kyrkogård.

## Utmärkelser
- Lukas Bonniers Journalistpris, 1992.[1]